# Lepanthes teaguei
Lepanthes teaguei är en orkidéart som beskrevs av Carlyle August Luer. Lepanthes teaguei ingår i släktet Lepanthes och familjen orkidéer. Inga underarter finns listade i Catalogue of Life.